# ماهيش شارما
ماهيش شارما (بالهندية: महेश शर्मा)‏ (بالإنجليزية: Mahesh Sharma)‏ هو سياسي هندي، ولد في 30 سبتمبر 1959. حزبياً، نشط في بهاراتيا جاناتا. وقد انتخب عضو لوك سابها السادسة عشر ‏ عن دائرة Gautam Buddha Nagar Lok Sabha constituency ‏ وقد انضم خلال فترته النيابية ‏  للكتلة البرلمانية بهاراتيا جاناتا وانتخب عضو لوك سابها ‏.